# HSPA evoluto
In telecomunicazioni HSPA evoluto  (anche conosciuto come HSPA+, I-HSPA o Internet HSPA) è uno standard di rete cellulare a banda larga senza fili definito come 3GPP versione 7.
L'HSPA evoluto fornisce una velocità di download compresa fra 42,2 e 56 Mbit/s e una velocità di upload di 5,76 Mbit/s, grazie alle tecnologie MIMO e ordini di modulazione più alti.
Introduce anche un'architettura All-IP opzionale per la rete dove le stazioni radio base sono direttamente connesse ad Internet. La tecnologia fornisce anche un miglioramento per la durata della batteria del dispositivo che la supporta. L'HSPA+ non è da confondere con la tecnologia LTE, che utilizza una nuova interfaccia radio.
Sul telefono una connessione HSPA+ viene identificata dal simbolo H+.